# Shortime
Shortime(한국어: 쇼타임)은 대한민국의 숏폼 OTT 스트리밍 서비스이다.

## 요금제
Shortime 구독 요금제
| 종류 | 주간 프로   | 월간 프로   |
| ---- | ----------- | ----------- |
| 요금 | 주 19,000원 | 월 29,900원 |

## 같이 보기
- OTT 서비스